# Knattspyrnufélagið Haukar
Il Knattspyrnufélagið Haukar è una società polisportiva islandese con sede a Hafnarfjörður e che vanta squadre nelle discipline del calcio, sci, scacchi, pallamano, pallacanestro e karate.

## Storia
La società fu fondata il 12 aprile 1931 da un gruppo di 13 ragazzi che si ritrovarono in un locale della KFUM (corrispondente islandese all'associazione YMCA) per organizzare un nuovo club sportivo in città. Il nome venne scelto alla 3ª riunione del club.
L'Ásvellir Arena è l'impianto in cui giocano le squadre della polisportiva Haukar: esso comprende due terreni di gioco per il calcio (uno in erba naturale e uno in erba sintetica) e un parquet per il basket e la pallamano.

### Sezione calcistica
Nella stagione 2017 la sezione calcistica maschile milita in 1. deild karla, la seconda serie del campionato islandese di calcio, così come quella femminile, in 1. deild kvenna, anche in questo caso secondo livello del campionato islandese di categoria.
L'8 ottobre 2009, la squadra di calcio dell'Haukar ha però scelto di giocare le gare interne del campionato allo stadio Vodafonevöllurinn di Valur.
Nello stesso periodo è stata costruita una tribuna di 500 posti per il terreno in erba artificiale dell'Ásvellir Arena, il tutto per rispettare i regolamenti del campionato islandese femminile di calcio.

## Palmarès
Pallamano maschile
- Campionati islandesi: 9
  - 1943, 2000, 2001, 2003, 2004, 2005, 2008, 2009, 2010

- Coppe d'Islanda: 5
  - 1980, 1997, 2001, 2002, 2010

Pallamano femminile
- Campionati islandesi: 7
  - 1945, 1946, 1996, 1997, 2001, 2002, 2005

- Coppe d'Islanda: 4
  - 1997, 2003, 2006, 2007

Basket maschile
- Campionati islandesi: 1
  - 1988

- Coppe d'Islanda: 3
  - 1985, 1986, 1996

Basket femminile
- Campionati islandesi: 3
  - 2006, 2007, 2009

- Coppe d'Islanda: 5
  - 1984, 1992, 2005, 2007, 2010

Calcio maschile
- 2. deild karla: 2

2001, 2007
- 3. deild karla: 1

2000